# Neckarbecken

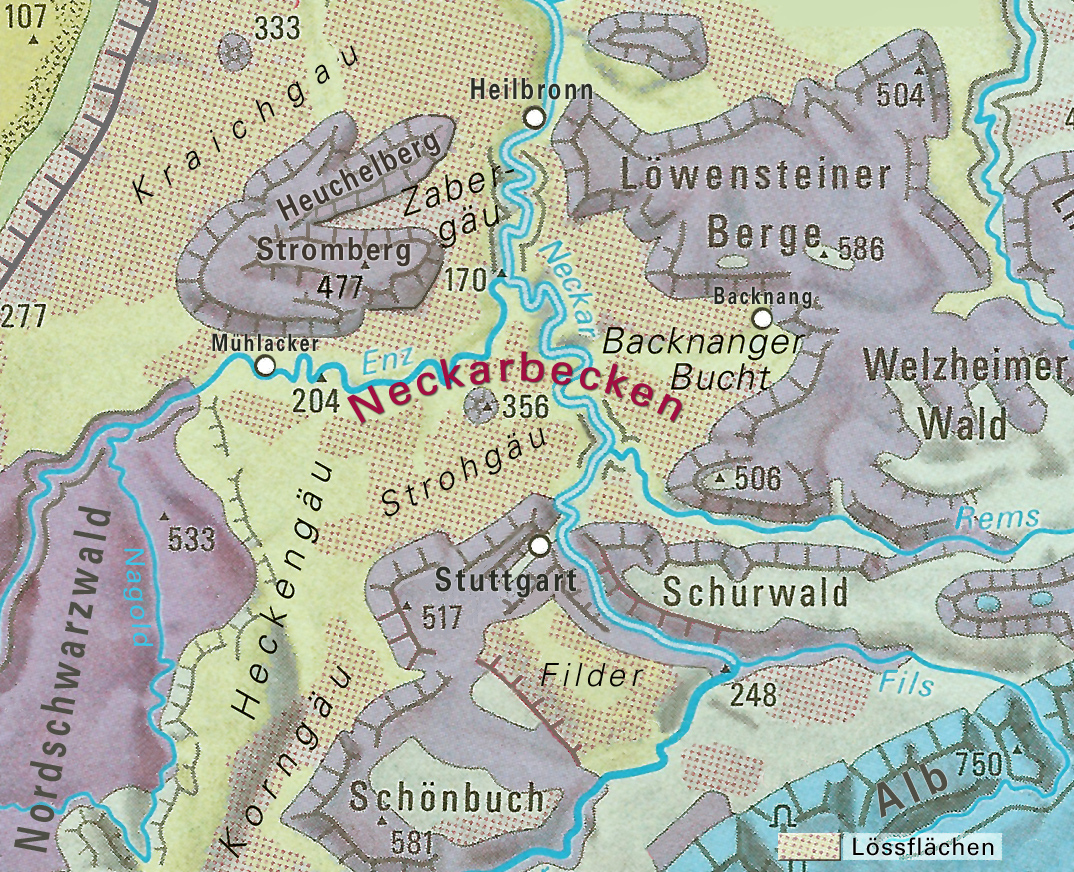
Randhöhen und Gäuflächen im Neckarbecken

Das Neckarbecken ist eine Landschaft in Baden-Württemberg. Seine Hochfläche erstreckt sich mit wechselnder Breite ungefähr von Ludwigsburg im Süden bis Gundelsheim zu beiden Seiten des Neckartals. Naturräumlich betrachtet ist das Neckarbecken Teil der Haupteinheit 12=D57 Neckar- und Tauber-Gäuplatten im Südwestdeutschen Schichtstufenland und führt die Nummer 123 in der Systematik des Handbuchs der naturräumlichen Gliederung Deutschlands.

## Lage
Das Neckarbecken besitzt in etwa die Form eines gleichschenkligen Dreiecks mit dem Neckar als Zentralachse. Während sich die Basis nach Westen entlang der Enz bis Mühlacker und nach Osten entlang der Rems bis Remshalden erstreckt, liegt die Spitze im Norden ungefähr bei Gundelsheim. Der Naturraum hat eine Fläche von 1.327 km² und 1.122.000 Einwohner (Bevölkerungsdichte: 847 Ew./km²).
Reihum liegen um das Neckarbecken herum die folgenden Nachbar-Naturräume:
- Bauland im Norden
- Hohenloher und Haller Ebene im Nordnordosten
- Schwäbisch-Fränkische Waldberge im Nordosten
- Schurwald und Welzheimer Wald im Südosten
- Stuttgarter Bucht im Süden
- Schönbuch und Glemswald im Süden
- Obere Gäue im Südwesten
- Schwarzwald-Randplatten im Westen
- Strom- und Heuchelberg im Nordwesten
- Kraichgau im Nordnordwesten.

Das Neckarbecken erstreckt sich über weite Teile des Landkreises Ludwigsburg und teilweise über den Enzkreis, den Landkreis Böblingen, die Stadt Stuttgart, den Rems-Murr-Kreis und der Stadt- und Landkreis Heilbronn. Der nördliche, in Stadt- und Landkreis Heilbronn gelegene Teil ist landläufig als das Unterland bekannt.

## Naturräumliche Gliederung
Die naturräumliche Haupteinheit Neckarbecken gliedert sich wie folgt:
- (zu 12 Neckar- und Tauber-Gäuplatten)
  - 123 Neckarbecken
    - 123.1 Südwestliches Neckarbecken
      - 123.10 Östlicher Hagenschieß
      - 123.11 Enz-Grenzbach-Heckengäu
      - 123.12  Wiernsheimer Mulde
      - 123.13 Glems-Strudelbach-Platte
      - 123.14 Langes Feld
      - 123.15 Südlicher Strohgäurand
      - 123.16 Unteres Enztal
      - 123.17 Metterplatte[4]
      - 123.18 Südliches Strombergvorland

    - 123.2 Waiblinger Bucht
      - 123.20 Remstaltraufbucht
      - 123.21 Marbach-Waiblinger Täler[5]
      - 123.22 Schmidener Feld

    - 123.3 Backnanger Bucht
      - 123.30 Innere Backnanger Bucht
      - 123.31 Äußere Backnanger Bucht
      - 123.32 Pleidelsheimer Mulde

    - 123.4 Besigheim-Lauffener Neckarschlingen[6]
    - 123.5 Schozachhügelland
      - 123.51 Bottwartal
      - 123.52 Wunnenstein
      - 123.53 Pfahlhofplatte
      - 123.54 Ottmarsheimer Gäu
      - 123.55 Schozachplatten

    - 123.6 Heilbronner Bucht[7]
      - 123.61 Heilbronner und Fleiner Muschel
      - 123.62 Heilbronn-Wimpfener Tal

    - 123.7 = 123.4
    - 123.8 Zabergäu
    - 123.9  = 123.17

Die Zuordnungen der Einheit 123.11 und des Nordens von 123.62 zum Neckarbecken ist zum Teil strittig.

## Geologie und Geomorphologie
Das Hochplateau des Neckarbeckens liegt in einer Höhe von 200 m bis 350 m und ist von Löss bedeckt. Die Lössschichten sind besonders entlang des Neckartals mächtig und nehmen in Richtung der Randzonen ab. Der darunter liegende Muschelkalk wird von zahlreichen Flusstälern wie beispielsweise denen von Neckar, Enz, Rems und Schozach oftmals tief und windungsreich eingeschnitten. Wunnenstein und Hohenasperg sind Zeugenberge des umliegenden Keuperberglands. 
Das Becken wird in weiten Teilen von Keuperberglandschaften wie beispielsweise dem Schwäbischen Wald oder dem Stromberg eingefasst. Im Südosten liegen die Backnanger Bucht und das Schmidener Feld. Im Süden geht das Gebiet sanft in andere Gäue über, so vom Langen Feld über das Stroh- und das Heckengäu in das Korngäu.

## Klima und Wasser

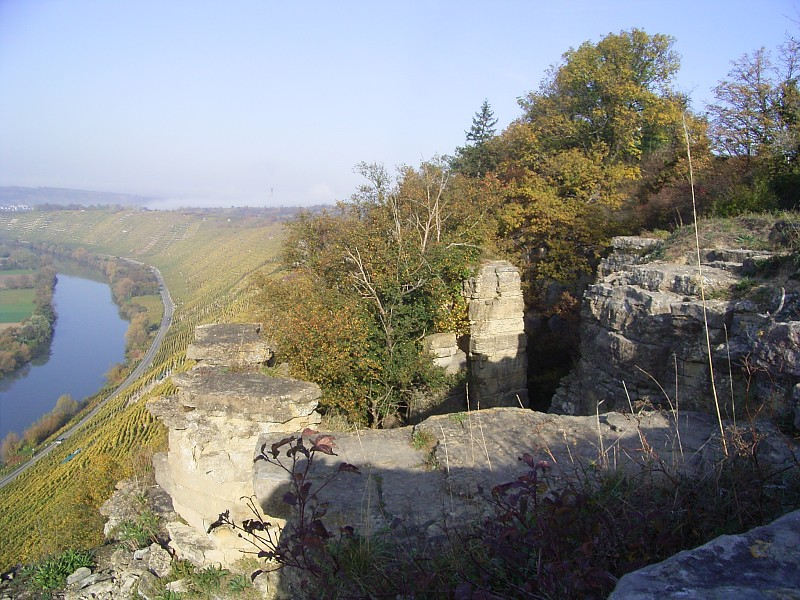
Steilhänge des Neckars bei den Hessigheimer Felsengärten (Okt 2005)

Das Neckarbecken zeichnet sich klimatisch durch eine hohe Sonnenscheindauer, hohe Durchschnittstemperaturen und geringe Niederschlagsmengen aus. Aufgrund häufiger Inversionswetterlagen und niedriger Windgeschwindigkeiten in Bodennähe leidet die Region unter einem geringen Luftaustausch und damit unter starker Belastung der Luft, zumal die Emissionen aus Industrie und Verkehr besonders hoch sind.
Das Gebiet wird durch den Neckar entwässert. Seine wichtigen Nebenflüsse sind im Westen die Enz mit Metter, Kirbach, Glems und Schmie sowie die Zaber und im Osten die Rems, die Murr mit der Bottwar und die Schozach. Die großen Gewässer sind teilweise kritisch belastet, ebenso oftmals durch Nitrate aus der intensiven Landwirtschaft das Grundwasser.

## Nutzung des Bodens
Charakteristisch für das Neckarbecken sind die tief eingeschnittenen Steilhänge der Flüsse, die Weinbau in Steillagen ermöglichen. Die mächtigen Lößauflagen entlang der Flusstäler gestatten einen intensiven Ackerbau. Vielerorts wird der Muschelkalk aus Steinbrüchen gewonnen, in geringerem Maße Ziegeleirohstoffe (Ton, Schluff, Löss und Mergel).

## Besiedelung und Verkehr

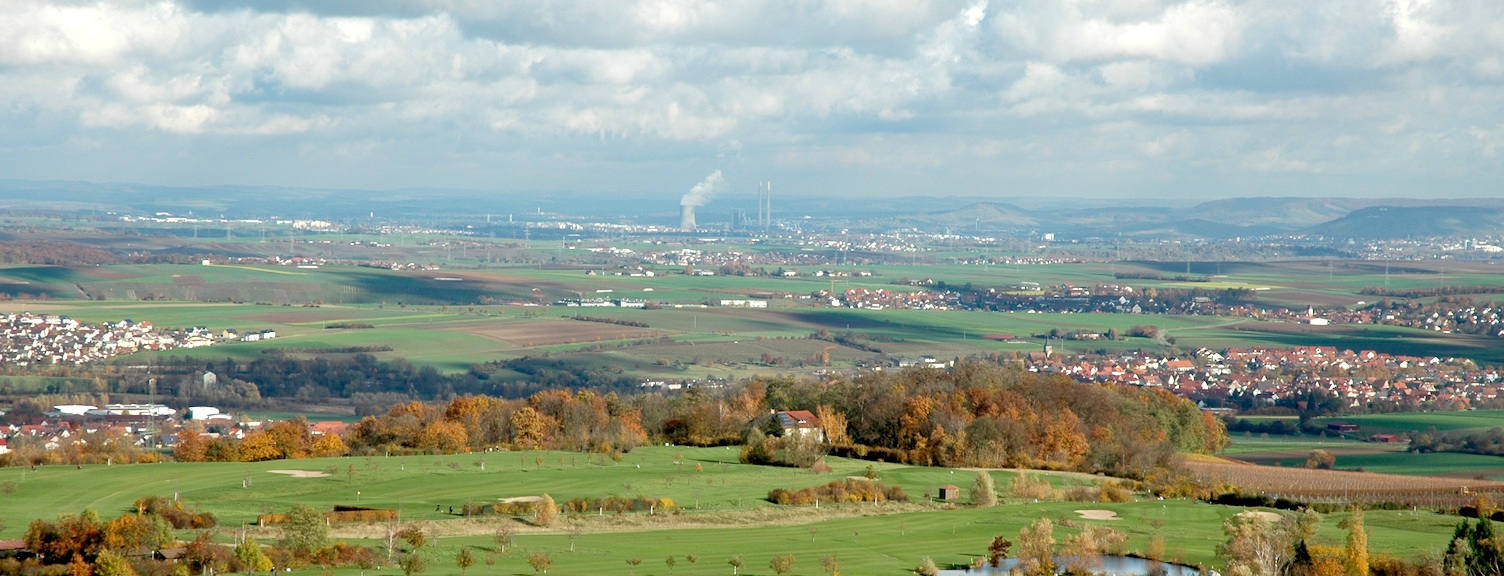
Blick vom Cleebronner Michaelsberg über das Neckarbecken in Richtung Heilbronn, rechts im Hintergrund die Ausläufer der Löwensteiner Berge

Durch seine Lage und Beschaffenheit als Durchzugsgebiet und durch die für den Ackerbau günstigen klimatischen Bedingungen war das Neckarbecken bereits früh besiedelt. Heute sind 18 % der Landschaft Siedlungsfläche, 69 % offenes Land und 12 % Waldfläche. Durch die Lage im Ballungsgebiet des Mittleren Neckarraums gehören 67 % der Fläche den Verdichtungsräumen Stuttgart, Heilbronn und Pforzheim an. Mit einer Bevölkerungsdichte von 847 Einwohnern pro km² gehört die Gegend heute zu den am dichtesten besiedelten Gebieten in Baden-Württemberg, sie wird von rund 1,1 Mio. Menschen bewohnt. Ein Oberzentrum im Neckarbecken ist Heilbronn, Mittelzentren sind Backnang, Mühlacker, Vaihingen an der Enz und die Doppelzentren Waiblingen/Fellbach, Ludwigsburg/Kornwestheim und Bietigheim-Bissingen/Besigheim.
Die Landschaft des Neckarbeckens ist durch die dichte Besiedlung und zahlreiche Verkehrswege stark zerschnitten und lärmbelastet. Wichtige Straßen in Nord-Süd-Richtung sind die A 81 (Stuttgart–Würzburg) und die B 27 (Stuttgart–Mosbach), in Ost-West-Richtung die A 8 (Stuttgart–Pforzheim) mit der parallel liegenden B 10, die B 14 (Stuttgart–Schwäbisch Hall) und die B 29 (Waiblingen–Aalen). Der Neckar ist als Bundeswasserstraße ausgebaut.